# Историята на Артър Гордън Пим
„Историята на Артър Гордън Пим“ е единственият завършен роман, написан от американския поет и писател Едгар Алън По. В творбата се разказва историята на младия Артър Гордън Пим, който се качва на борда на китоловен кораб, наречен Грампус (Grampus). Няколко приключения и злополуки се случват на Пим, включително разбиването на кораба, бунт и канибализъм преди да е спасен от екипажа на Джейн Гай. На борда на плавателния съд Пим и моряк на име Дирк Питърс продължават своите пътешествия на юг. Достигайки до земя, те се натъкват на чернокожи туземци преди да успеят отново да избягат към океана. Романът завършва изведнъж, докато Пим и Питърс продължават своето пътуване към Южния полюс.
Историята започва като стандартно вълшебно приключение в морето, но става все по-странна и трудна за класификация. По, който иска да представи истинска история, е вдъхновен от няколко реални истории за морски пътувания. Едгар е повлиян от теорията за Кухата земя, за която чува от лекциите на Джеремая Рейнолдс. Той също използва и собствения си опит в мореплаването. Анализи на романа често се фокусират на потенциалния автобиографичен елемент, както и загатват за расизъм и символизъм в последните части на романа.
Трудността да успее в литературата в ранната си кариера на писател на разкази кара По да се обърне към писането на една по-дълга творба. Няколко избрани части на романа са публикувани за пръв път в „Саутърн Литерари Месинджър“. Целият роман не успява да стигне до печат до юли 1838, когато излиза във формата на два тома. Тогавашните критици дават негативен отговор на творбата, като излагат мнение, че тя е прекалено страшна и прекалено много заимства от чужди творби. По самият по-късно я нарича „една много смешна книга“. Въпреки всичко „Историята на Артър Гордън Пим“ става влиятелна творба, особено за Херман Мелвил и Жул Верн, който дори пише продължение, наречено „Антарктическа мистерия“ или „Сфинксът на ледените полета“.

## Допълнително четене
- Almy, Robert F. "J. N. Reynolds: A Brief Biography with Particular Reference to Poe and Symmes", The Colophon 2 (1937): 227-245.
- Ricardou, John. The Singular Character of the Water, English translation of a French analysis of the last part of Pym, Poe Studies, vol. VIII, no. 1, June 1976.
- Ridgely, J. V. "The Continuing Puzzle of Arthur Gordon Pym, Some Notes and Queries", Poe Newsletter, vol. III, no. 1, June 1970
- Sands, Kathleen. The Mythic Initiation of Arthur Gordon Pym, Poe Studies, vol. VII, no. 1, June 1974
- Wells, Daniel A. "Engraved Within the Hills: Further Perspectives on the Ending of Pym", Poe Studies, vol. X, no. 1, June 1977: 13-15.